# مانی توماسن
مانی توماسن (انگلیسی: Magne Thomassen؛ زادهٔ ۱ مهٔ ۱۹۴۱) اسکیت‌باز سرعت اهل نروژ است.